# 505 (Gran Valparaíso)
El Recorrido 505 (ex línea 16 central placeres) es una línea de buses urbanos de la ciudad de Valparaíso. Opera desde el sector de Nueva Aurora en la comuna de Viña Del Mar pasando luego por Cerro Esperanza hasta el sector de la población Marina Mercante de Playa Ancha de la comuna de Valparaíso.
Forma parte de la Unidad 5 del sistema de buses urbanos de la ciudad de Gran Valparaíso, siendo operada por la empresa de Buses central placeres bajo el nombre de Buses Del Gran Valparaíso S.A.

## Zonas que sirve
|  | Viña Del Mar |
|  | Valparaíso   |

## Recorrido
| - Viña Del Mar - Nueva Aurora - Agua Santa - Borinquen - 21 De Mayo - Lautaro - Diego de Almagro - Valparaíso - Los Peumos - Los Cerezos - Barros Arana - Victorino Lastarria - Pelle - Av. España - Av. Argentina - Av. Pedro Montt - Edwards - Av. Brasil - Blanco - Plaza Aduana - Av. Antonio Varas - Av. Altamirano - Caleta El Membrillo - Av. El Parque - Av. Playa Ancha - Av. Quebrada Verde - Levarte - Bío Bío - Elqui - México - Pedro Aguirre Cerda - Manutara - Nicaragua | - Valparaíso - Nicaragua - México - Elqui - Bío Bío - Levarte - Av. Quebrada Verde - Vista Hermosa - Levarte - Av. Playa Ancha - Av. El Parque - Caleta El Membrillo - Av. Altamirano - Av. Antonio Varas - Plaza Aduana - Cochrane - Esmeralda - Condell - Edwards - Av. Pedro Montt - Av. Argentina - Av. España - Pelle - Victorino Lastarria - Barros Arana - Tolson - Los Peumos - 21 de Mayo - Viña Del Mar - 21 De Mayo - Borinquen - Agua Santa - Nueva Aurora |